# 菊地和正
菊地 和正（きくち かずまさ、1982年6月27日 - ）は、群馬県高崎市出身の元プロ野球選手（投手、右投右打）・コーチ。株式会社S.G.R企画代表取締役。

## 経歴

### プロ入り前
中学時代はオール前橋ボーイズで大廣翔治とチームメイト。樹徳高校時代は控え。地元の上武大学に進学し、エースとして活躍。3、4年と大学選手権、4年秋は明治神宮大会出場。
140km台後半のストレートと切れのある変化球のコンビネーションがスカウトの目に留まり、2004年のプロ野球ドラフト会議で北海道日本ハムファイターズから6巡目で指名を受け入団。上武大学出身者として初のプロ野球選手となった。

### 日本ハム時代
2005年9月25日のオリックス戦でプロ入り初登板。3年目の2007年シーズンまでは二軍で過ごすことが多く、一軍では登板する機会が殆どなく、2008年は11試合の登板で防御率9.90に終わった。
2009年、防御率3.67と自己最高の成績を残し、左の宮西尚生とともにチームトップの58試合に登板しリーグ3位の26ホールドポイントをマークした。
2010年、2月8日に右手薬指末節骨先端の亀裂骨折と診断され、前半は戦線離脱。7月16日に一軍に復帰、17試合に登板し、防御率1.45の成績を残した。
2011年は一軍登板はなく、11月17日に林昌範と共に戦力外通告を受けた。12月11日にまた林と共に横浜DeNAベイスターズが獲得を発表。

### DeNA時代
2012年、5月30日の対福岡ソフトバンクホークス戦で、二死二、三塁の場面から登板して一人を抑え、移籍後初勝利。8月2日の対広島東洋カープ戦の9回表に會澤翼への頭部死球で危険球宣告を受けて退場となった山口俊に代わって一死満塁の場面で緊急登板、プロ入り初セーブを記録。シーズン終盤には勝ちパターンとしても起用され、結果、チーム最多及びキャリアハイの63試合に登板し、14ホールド、防御率2.37と安定した成績を残した。契約更改では球団から「チームではトップの評価」と高評価を受け、年俸は2600万円に倍増。
2014年には、4月4日の対広島戦（MAZDA Zoom-Zoom スタジアム広島）で延長11回から救援登板。しかし、先頭打者・梵英心への初球がサヨナラ本塁打になったことで、NPB史上26人目の1球敗戦投手になった。結局、一軍公式戦には2試合しか登板できず、10月3日に球団から戦力外通告を受けた。

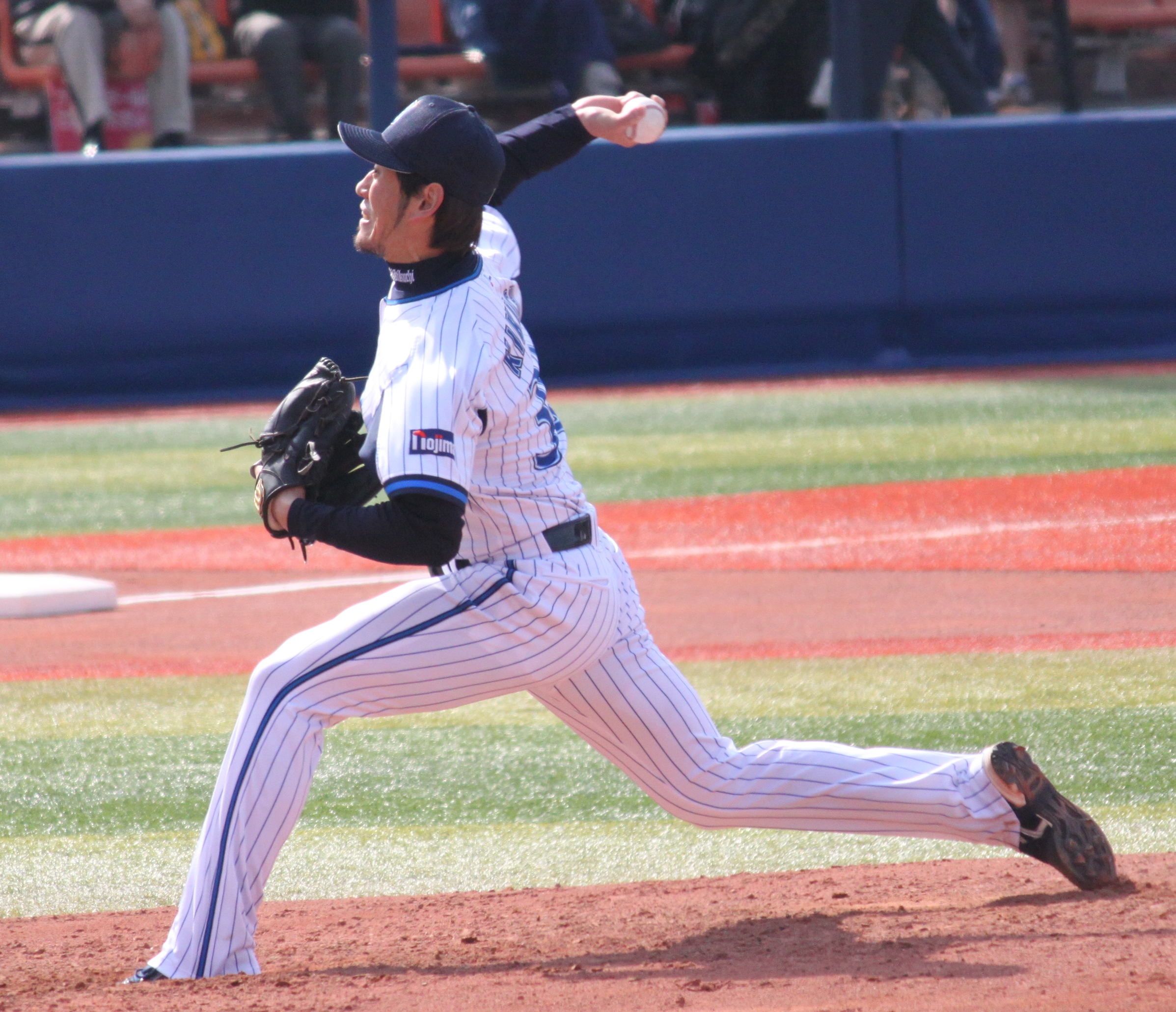
DeNA時代の投球フォーム
（2012年3月20日、横浜スタジアムにて）

2014年12月2日にNPBから自由契約選手として公示されたが、菊地自身には現役続行への意向が強く、同年10月には右肩の手術を受けた。さらに、2015年には、2月6日から4日間にわたって古巣・日本ハムの春季キャンプに参加。春季キャンプでは異例の入団テストを受けたが、古巣への復帰には至らなかった。

### BCリーグ・群馬時代
2015年2月20日に、BCリーグの群馬ダイヤモンドペガサスに入団。同年には、投手コーチを務めながら、リーグ戦25試合の登板で1勝2敗3セーブ、防御率2.88という成績を残した。
その一方で、同年11月10日には、NPB球団への復帰を視野に12球団合同トライアウト（草薙球場）に参加。シートバッティング形式による対戦打者3人のうち、先頭打者の田上健一から空振りで三振を奪ったものの、残り2人から二塁打1本を含む2安打を浴びた。この結果を受けて、同月19日に現役引退、25日に群馬からの退団を相次いで発表した。
現在は母校の上武大学野球部でコーチに就任している。また、叔父が経営する「石曽根養豚」で農場経営に携わっている。

## 選手としての特徴・人物
投球割合の8割近くを占める平均球速約141km/h、最速150km/h以上の球威のある速球が武器で、NPB通算の奪三振率は8.03。しかし、2014年の右肩手術後は、このような剛速球が影を潜めた。
与四死球率は低く（2009年は1投球回当たり0.21個、通算でも0.23個）、特に2009年はチームでは武田勝に次ぐ低さを誇った。変化球は落差の大きいフォークに加え、スライダー・カーブ・シュートを投げる。2012年は本拠地が狭い横浜スタジアムのDeNAへ移籍したことにより、バットの芯を外すためのカットボールを習得した。
横浜スタジアムでは中継ぎ投手はリリーフカーに乗ってマウンドに向かうが、DeNA時代の菊地は、「さらし者みたいで嫌」という理由でダッシュでマウンドに向かっていた。

## 詳細情報

### 年度別投手成績
| 年 度     | 球 団     | 登 板 | 先 発 | 完 投 | 完 封 | 無 四 球 | 勝 利 | 敗 戦 | セ 丨 ブ | ホ 丨 ル ド | 勝 率 | 打 者 | 投 球 回 | 被 安 打 | 被 本 塁 打 | 与 四 球 | 敬 遠 | 与 死 球 | 奪 三 振 | 暴 投 | ボ 丨 ク | 失 点 | 自 責 点 | 防 御 率 | W H I P |
| --------- | --------- | ----- | ----- | ----- | ----- | -------- | ----- | ----- | -------- | ----------- | ----- | ----- | -------- | -------- | ----------- | -------- | ----- | -------- | -------- | ----- | -------- | ----- | -------- | -------- | ------- |
| 2005      | 日本ハム  | 1     | 0     | 0     | 0     | 0        | 0     | 0     | 0        | 0           | ----  | 3     | 1.0      | 0        | 0           | 0        | 0     | 0        | 1        | 0     | 0        | 0     | 0        | 0.00     | 0.00    |
| 2007      | 日本ハム  | 1     | 0     | 0     | 0     | 0        | 0     | 0     | 0        | 0           | ----  | 8     | 2.0      | 1        | 0           | 1        | 0     | 0        | 3        | 0     | 0        | 0     | 0        | 0.00     | 1.00    |
| 2008      | 日本ハム  | 11    | 0     | 0     | 0     | 0        | 0     | 0     | 0        | 0           | ----  | 49    | 10.0     | 17       | 1           | 3        | 1     | 0        | 4        | 0     | 0        | 11    | 11       | 9.90     | 2.00    |
| 2009      | 日本ハム  | 58    | 0     | 0     | 0     | 0        | 5     | 2     | 0        | 21          | .714  | 252   | 61.1     | 59       | 5           | 11       | 2     | 2        | 62       | 2     | 0        | 25    | 25       | 3.67     | 1.14    |
| 2010      | 日本ハム  | 17    | 0     | 0     | 0     | 0        | 1     | 1     | 0        | 1           | .500  | 80    | 18.2     | 18       | 0           | 6        | 2     | 0        | 13       | 0     | 0        | 4     | 3        | 1.45     | 1.29    |
| 2012      | DeNA      | 63    | 0     | 0     | 0     | 0        | 3     | 2     | 1        | 14          | .600  | 204   | 49.1     | 34       | 2           | 24       | 4     | 2        | 19       | 1     | 0        | 15    | 13       | 2.37     | 1.18    |
| 2013      | DeNA      | 24    | 0     | 0     | 0     | 0        | 0     | 1     | 0        | 4           | .000  | 95    | 20.0     | 28       | 2           | 7        | 0     | 2        | 12       | 0     | 0        | 13    | 11       | 4.95     | 1.75    |
| 2014      | DeNA      | 2     | 0     | 0     | 0     | 0        | 0     | 1     | 0        | 0           | .000  | 2     | 0.1      | 1        | 1           | 0        | 0     | 0        | 0        | 0     | 0        | 1     | 1        | 27.00    | 3.00    |
| 通算：8年 | 通算：8年 | 177   | 0     | 0     | 0     | 0        | 9     | 7     | 1        | 40          | .563  | 693   | 162.2    | 158      | 11          | 52       | 9     | 6        | 114      | 3     | 0        | 69    | 64       | 3.54     | 1.29    |

### 記録
NPB
- 初登板：2005年9月25日、対オリックス・バファローズ20回戦（大阪ドーム）、7回裏に2番手で救援登板、1回無失点[19]
- 初奪三振：同上、7回裏無死に的山哲也から空振り三振[19]
- 初ホールド：2009年4月5日、対東北楽天ゴールデンイーグルス3回戦（札幌ドーム）、7回表に5番手で救援登板、1回無失点[20]
- 初勝利：2009年4月15日、対オリックス・バファローズ2回戦（札幌ドーム）、7回表1死に3番手で救援登板、2/3回無失点[21]
- 初セーブ：2012年8月2日、対広島東洋カープ15回戦（横浜スタジアム）、9回表1死に4番手で救援登板・完了、2/3回無失点[22]

### 独立リーグでの投手成績
| 年 度     | 球 団     | 登 板 | 完 投 | 勝 利 | 敗 戦 | セ 丨 ブ | 勝 率 | 打 者 | 投 球 回 | 被 安 打 | 被 本 塁 打 | 与 四 球 | 与 死 球 | 奪 三 振 | 暴 投 | ボ 丨 ク | 失 点 | 自 責 点 | 防 御 率 | W H I P |
| --------- | --------- | ----- | ----- | ----- | ----- | -------- | ----- | ----- | -------- | -------- | ----------- | -------- | -------- | -------- | ----- | -------- | ----- | -------- | -------- | ------- |
| 2015      | 群馬      | 25    | 0     | 1     | 2     | 3        | .333  | 118   | 25.0     | 27       | 1           | 7        | 6        | 12       | 0     | 0        | 10    | 8        | 2.88     | 1.36    |
| 通算：1年 | 通算：1年 | 25    | 0     | 1     | 2     | 3        | .333  | 118   | 25.0     | 27       | 1           | 7        | 6        | 12       | 0     | 0        | 10    | 8        | 2.88     | 1.36    |

### 背番号
- 47 （2005年 - 2011年）
- 30 （2012年 - 2015年）

### 登場曲
- 「天然危険物」我次郎MIC
- 「WON'T BE LONG feat.NEVER LAND」EXILE
- 「MUSIC」MUNEHIRO
- 「MARIONETTE」BOØWY